# Syllides convolutus
Syllides convolutus är en ringmaskart som beskrevs av Webster och Benedict 1884. Syllides convolutus ingår i släktet Syllides och familjen Syllidae. Inga underarter finns listade i Catalogue of Life.